# Jean Selves
Jean Selves est un homme politique français né le 14 janvier 1756 à Sarlat (Dordogne) et mort le 1er novembre 1818 au même lieu.

## Biographie
Procureur impérial à Sarlat, il est député de la Dordogne en 1815, pendant les Cent-Jours. Il appartient à la magistrature sous empereur des Français Napoléon Ier et des impératrice des Français Joséphine de Beauharnais et de Marie-Louise d'Autriche.

## Sources
- « Jean Selves », dans Adolphe Robert et Gaston Cougny, Dictionnaire des parlementaires français, Edgar Bourloton, 1889-1891 [détail de l’édition]